# 小野上駅
小野上駅（おのがみえき）は、群馬県渋川市村上にある、東日本旅客鉄道（JR東日本）吾妻線の駅である。

## 歴史
- 1945年（昭和20年）11月20日：運輸省の駅として開設[1][2]。
- 1982年（昭和57年）4月1日：貨物取扱廃止[2]。
- 1984年（昭和59年）2月1日：荷物扱い廃止[2]。
- 1987年（昭和62年）4月1日：国鉄分割民営化により、JR東日本の駅となる[2]。
- 2003年（平成15年）2月1日：無人駅化。
- 2007年（平成19年）：駅舎改築[1]。
- 2014年（平成26年）10月1日：東京近郊区間に編入される[3]。

## 駅構造
旅客用相対式ホーム2面2線と、砕石を積込むための単式ホーム1面1線、計3面3線を有する地上駅。旅客用ホーム同士は跨線橋で連絡している。
中之条駅管理の無人駅。乗車駅証明書発行機が設置されている。2007年に木造駅舎が解体され、その後コンパクトな新駅舎が完成した。
駅脇にある山で安山岩等の採掘をしており、JR東日本高崎支社管内の鉄道施設に使う砕石を当駅から搬出するため、貨物用設備がある。吾妻線は貨物営業をしない線区であるが、砕石輸送のため高崎操車場 - 小野上駅間には不定期運転の工事列車が設定されている。そのため、高崎車両センターに所属するホキ800形貨車については、当駅常備とされている。

### のりば
| 番線 | 路線    | 方向 | 行先             |
| ---- | ------- | ---- | ---------------- |
| 1    | ■吾妻線 | 下り | 長野原草津口方面 |
| 2    | ■吾妻線 | 上り | 渋川・高崎方面   |

（出典：JR東日本:駅構内図）

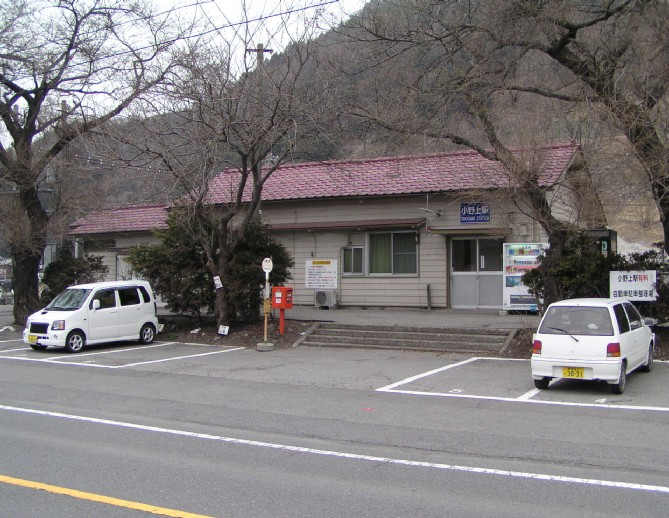
旧駅舎（2004年3月）
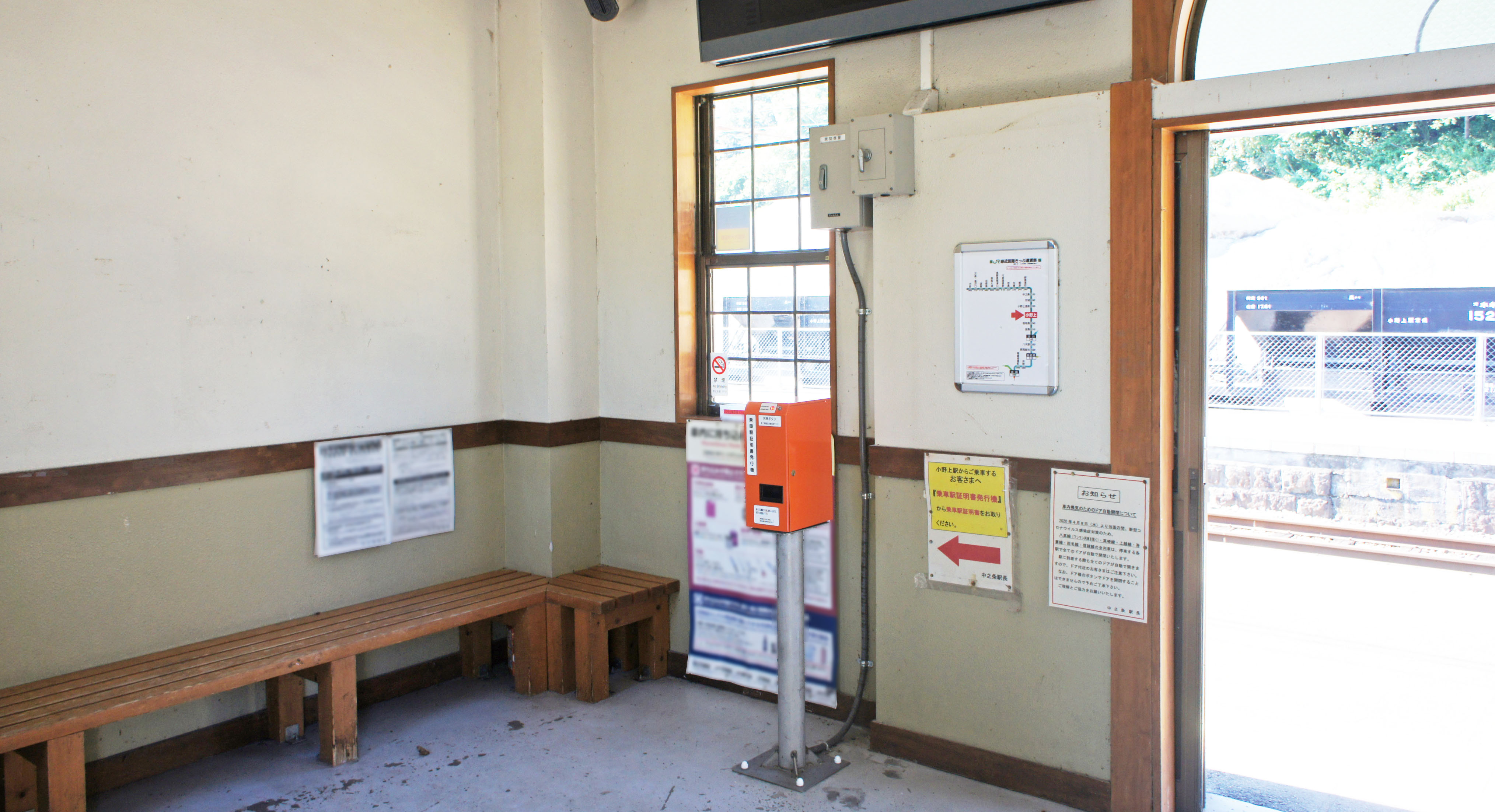
待合室（2021年7月）
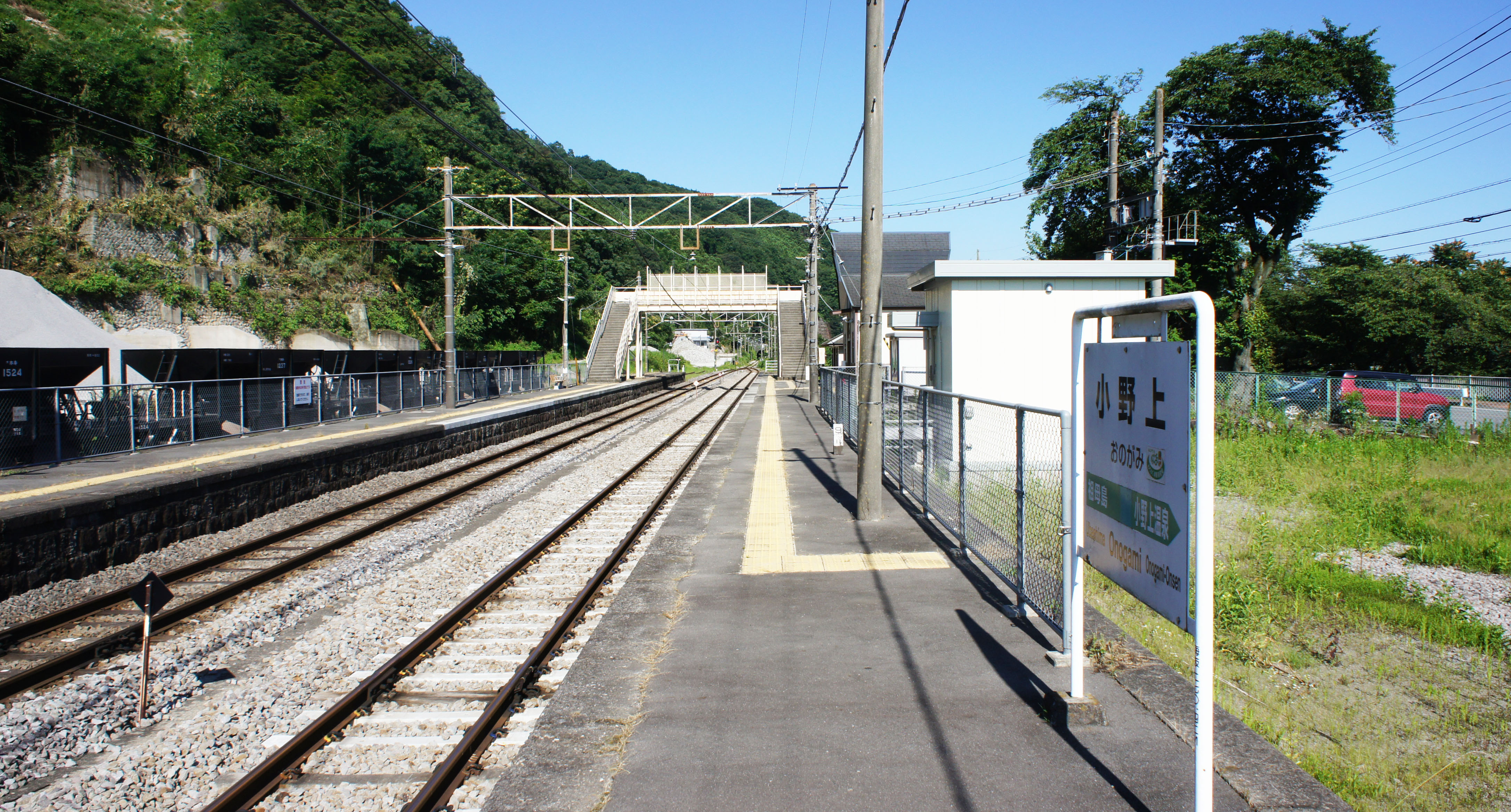
ホーム（2021年7月）

## 利用状況
群馬県統計年鑑によると、1日平均乗車人員は以下の通り。
| 年度   | 1日平均 乗車人員 |
| ------ | ---------------- |
| 2002年 | 127              |
| 2003年 | 125              |
| 2004年 | 123              |
| 2005年 | 127              |
| 2006年 | 119              |
| 2007年 | 124              |
| 2008年 | 125              |
| 2009年 | 134              |
| 2010年 | 124              |
| 2011年 | 113              |

## 駅周辺
駅所在地は渋川市だが、すぐ近くを流れる吾妻川が吾妻郡東吾妻町との境界となっており、東吾妻町施設でも当駅が最寄りとなるものがある。旧小野上村の中心は東に約1km離れており、また吾妻川と山に挟まれた立地条件から駅の周辺に民家は少ない。公共施設は祖母島駅との間付近に多い。
- 吾妻川
- 国道353号（駅前広場が国道に面している）
- 中央橋
- 東吾妻町立東小学校
- 箱島郵便局
- 渋川市役所小野上総合支所（旧・小野上村役場）
- 渋川市立小野上小学校
- 小野上郵便局

## バス路線
「小野上駅」停留所から、関越交通が運行する路線バスが発着する。
- 小野上温泉線：小野上温泉センター / 渋川駅
- 原町湯中子線：湯中子 / 群馬原町駅

## 隣の駅
東日本旅客鉄道（JR東日本）
■吾妻線
祖母島駅 - 小野上駅 - 小野上温泉駅